# Hans Buzek

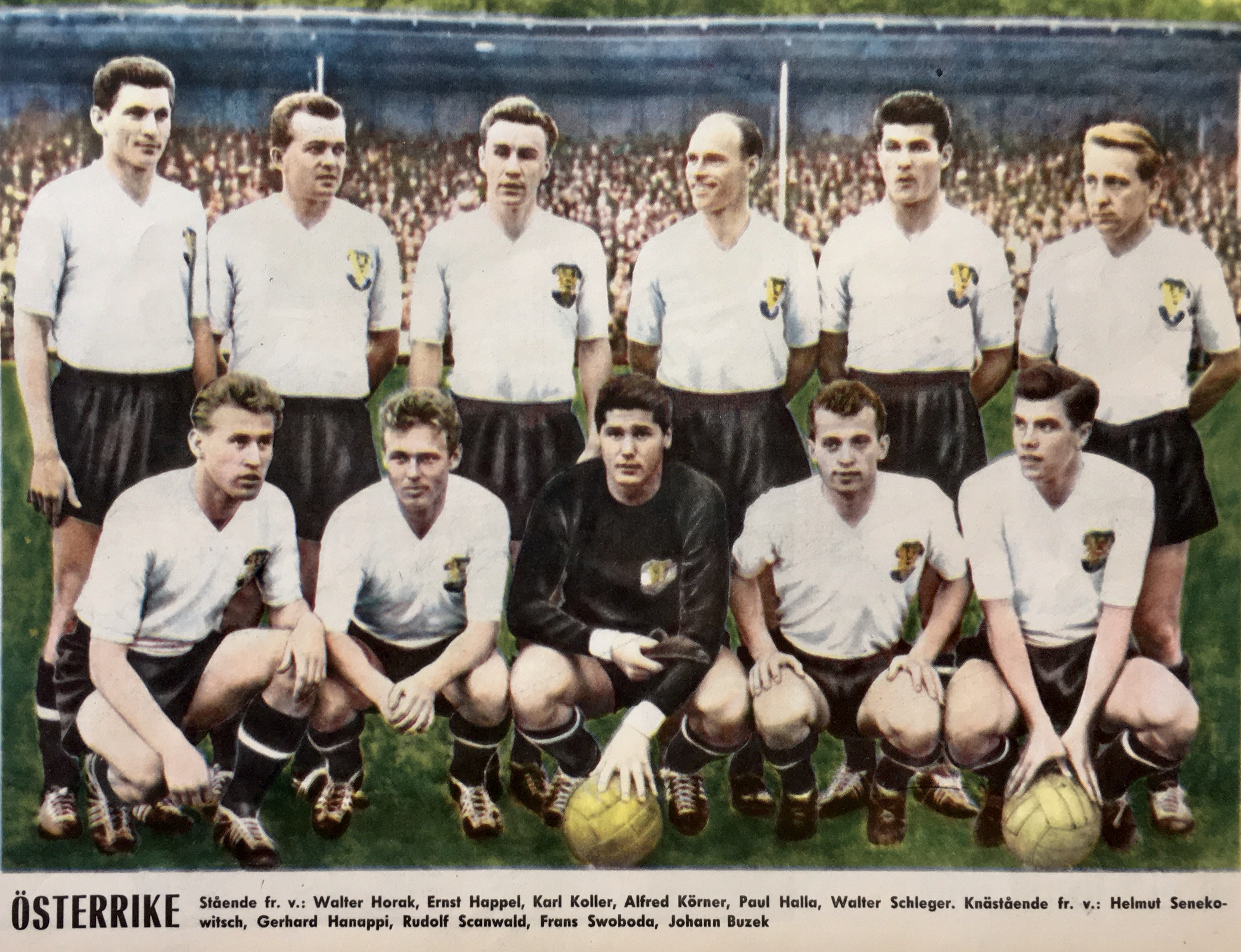
Österreichische Nationalmannschaft aus dem Jahre 1958 – Bild zeigt 2. Reihe stehend v. l.: Walter Horak, Ernst Happel, Karl Koller, Alfred Körner, Paul Halla, Walter Schleger; 1. Reihe hockend v. l.: Helmut Senekowitsch, Gerhard Hanappi, Rudolf Szanwald, Franz Swoboda und Johann Buzek

Johann „Hans“ Buzek (* 22. Mai 1938 in Wien) ist ein ehemaliger österreichischer Fußballspieler.

## Leben
Buzeks Eltern stammen aus Borský Mikuláš, Westslowakei. (Der Name Buzek sollte daher mit stimmhaftem S ausgesprochen werden).
Mit elf Jahren trat er der Schülermannschaft der Vienna bei, mit siebzehn der Kampfmannschaft.
Höhepunkte seiner Karriere waren unter anderem der Österreichische Meistertitel mit der Vienna 1954/55 in drei Klassen, Schüler, Jugend und Kampfmannschaft, sowie zwei Mal der Titel des Österreichischen Torschützenkönigs (1955/56 und 1965/66).
Das Talent des gelernten Goldschmiedes (Meisterbrief 1961) zeigte sich in der Position des Stürmers; er war ein gefürchteter Goalgetter und brachte es auf 42 Einsätze in der österreichischen Nationalmannschaft. 1955 feierte er sein Debüt beim 2:1-Sieg gegen Jugoslawien. Bei der Fußball-Weltmeisterschaft 1958 war er bei allen drei Spielen Österreichs dabei. Zum Auftakt gab es gegen Brasilien eine 0:3-Niederlage. Im folgenden Spiel gegen die UdSSR vergab Buzek beim Stand von 0:1 einen Elfmeter gegen die Torwartlegende Lew Jaschin. Das Spiel endete 0:2. Schließlich gab es noch ein 2:2 gegen England.
Hans Buzek galt ab seinem Teamdebüt, dem Länderspiel gegen Jugoslawien am 30. Oktober 1955, mit 17 Jahren und 161 Tagen als der jüngste Teamspieler der Geschichte, bis sein Alter am 14. Oktober 2009 von David Alaba unterboten wurde – dieser war bei seinem Debüt in der A-Nationalmannschaft 17 Jahre und 112 Tage alt. Eine Sportrecherche im Jahr 2020 ergab jedoch, dass Torhüter Ernst Joachim bei seinem Debüt am 4. November 1917 mit einem Alter von exakt 16 Jahre und 305 Tage noch jünger als beide war.
Sowohl in seiner Kindheit als auch während der Verpflichtungen in der Fußballnationalmannschaft gewann Buzek ein Naheverhältnis zur Stadt Baden bei Wien, was ihn bewog, 1963 in Baden (Peterhofgasse 2) ein Goldschmiedegeschäft zu eröffnen und dieses bis zu seiner Pensionierung, 1992, zu führen.
Mit seiner Frau Gertraude (Heirat 1959) hat Hans Buzek zwei Söhne.

## Stationen
Buzek spielte bei den meisten der großen Wiener Vereine; bereits mit 15 Jahren erfolgte sein Meisterschaftsdebüt: Vienna (1950–1963), Austria (1963–1967), Wiener Sportclub (1967–1969), FC Dornbirn (1969/70), Rapid Wien (1970–1972) und Austria Klagenfurt (1972/73).
Nach seiner aktiven Karriere war Hans Buzek zuerst Trainer beim Badener AC, anschließend übte er bei der Vienna die Funktion des Sportdirektors aus.

## Erfolge
- 2 × Österreichischer Meister: 1955 (Vienna), 1963 (Austria Wien)
- 2 × Österreichischer Cupsieger mit Austria Wien: 1963, 1967
- 2 × Österreichischer Torschützenkönig: 1956 (Vienna, 33 Tore), 1966 (Austria Wien, 17 Tore)

## Nationalmannschaft 1955–1969
- Erster Einsatz: 30. Oktober 1955 gegen Jugoslawien in Wien (2:1).[8]
- Erstes Tor: 10. März 1957 gegen Deutschland in Wien (2:3).[9]
- Tore insgesamt: neun.
- Siegestor 1958 beim 3:2 gegen Italien in Wien.[10]
- WM 1958 in Schweden: drei Einsätze.[11]